# Lista de divisões censitárias de Terra Nova e Labrador
A província canadense de Terra Nova e Labrador é dividida em 11 divisões censitárias numeradas de 1 a 11.

## Lista de divisões do censo
A maior comunidade está listadas:
- Divisão N.º 1 - St. John's
- Divisão N.º 2 - Marystown
- Divisão N.º 3 - Channel-Port aux Basques
- Divisão N.º 4 - Stephenville
- Divisão N.º 5 - Corner Brook
- Divisão N.º 6 - Grand Falls-Windsor
- Divisão N.º 7 - Clarenville
- Divisão N.º 8 - Lewisporte
- Divisão N.º 9 - St. Anthony
- Divisão N.º 10 - Happy Valley-Goose Bay
- Divisão N.º 11 - Nain

## Distritos históricos
Terra Nova e Labrador já foi dividida em distritos históricos no passado.
- Bay de Verde
- Bonavista
- Burgeo and La Poile
- Burin
- Carbonear
- Ferryland
- Fogo
- Fortune Bay
- Harbour Grace
- Harbour Main
- Labrador
- Placentia and St. Mary's
- Port de Grave
- St. Barbe's
- St. George's-Port au Port
- St. John's East
- St. John's West
- Trinity
- Twillingate